# أمين بن مصطفى الحرفوشي
الأمير أمين بن مصطفى الحرفوشي (1817 - 1831م)، من أمراء آل حرفوش المشهورين حكام بلاد بعلبك«الذين ينتهي نسبهم إلى حرفوش الخزاعي، من خزاعة العراق، سار جدهم مع سرايا الفتوح واستقر في غوطة دمشق. ولما توجه أبو عبيدة بن الجراح إلى بعلبك عقد للخزاعي راية بقيادة فرقة». حيث قال عنهم السيد محسن الأمين في أعيانه الجزء السابع ص 272 ما نصه «دانت بعلبك وقراها بعد ذلك لحكم الامراء بني الحرفوش وهم عائلة من الشيعة كانوا من الباس والسطوة والفروسية في مكان عظيم» «امتد نفوذ عائلته من حماه حتى صفد، ومارست تأثيراً مباشراً في ولايات حلب ودمشق وطرابلس». كما ذكر الطوباوي غبطة البطريرك مار إسطفان الدويهي في كتابه تاريخ الأزمنة أن حكمهم وصل إلى تدمر بسوريا (ابن صدقة).

## عائلته

### والده
- الأمير مصطفى الحرفوشي

### إخوته
- الأمير جهجاه بن مصطفى الحرفوشي، توفي عام 1225 هـ.
- الأمير سلطان بن مصطفى الحرفوشي، توفي عام 1255 هـ.

## ولده
- الأمير قبلان

قال فيه الشاعر السيد محمد الحسيني مرتضى القصيدة التالية:

### حفيده
الأمير حسين بن قبلان الذي صودرت أملاكه حتى بيته السكني الخاص، إبان إلغاء السلطان حكم الحرافشة عام 1850م، وتم نفيه مع أولاد عمه من الأمراء الحرافشة، حيث اقتيدوا إلى بيروت ومنها تم ترحيلهم على متن باخرة تركية مبحرة إلى القسطنطينية. ومن ذرية حسين بن قبلان ولده أمين على اسم جده ومن أحفاده طورغود وجمال الدين الذين انقطعت أخبارهم وكان آخر من اتصل بهم أحمد بن محمد بن سلطان الحرفوش عندما كان في الأستانة، والذي روى عنهم أنه حتى المعاشات التي منحت لهم بدل الأملاك المضبوطة قد تم إلغاؤها لاحقاً أيضاً. وبالتالي توزعت ذرية الأمير مصطفى الحرفوشي بين لبنان (ذرية موسى بن أحمد)، ومصر (ذرية كل من حسين ومحمد أولاد أحمد الحرفوش)، وكذلك تركيا (ذرية الأمير أمين) كما أسلفنا.

## أحواله
تولى إمارة بعلبك عام 1225 هـ بعد وفاة أخيه جهجاه لما يقارب 22 عاما، وذلك من العام 1810 م إلى العام 1831 م (1247 هـ).

عام 1819م طلب والي الشام من الأمير المذكور طرد الأمراء النكديين من البلاد فهربوا منها. 

كان أمين الحرفوشي يسكن قرية بدنايل البقاعية، ووقع الخلاف بينه وبين ابن أخيه الأمير نصوح بن جهجاه الحرفوشي فخرج عليه الأخير عام 1820 م (1236 هـ) وطلب مساعدة عساكر الأمير بشير الشهابي فأرسل له عوناً مع الأمير ملحم بن حيدر الشهابي، فهرب أمين مع أخيه الأمير سلطان الحرفوشي من وجه ابن أخيه إلى عكار. ويُرجع البعض سبب الحملة عليه إلى عصيانه على الدولة التي استعانت ب الأمير بشير لتأديبه وهو بدوره عيّن نصوح حاكما على بعلبك.

جمع أمين وأخوه سلطان قواتهما وكبسا بعلبك فهرب منها نصوح والتجأ إلى زحلة، ثم ندم نصوح وطلب العفو من أعمامه فعفيا عنه وأضمرا له الشرّ وأوعزا لبعض الدروز بقتله أثناء النوم خنقاً في قرية مجدلون وبذلك صفى الحكم للأمير أمين الحرفوشي وظل حاكماً حتى العام 1831م وهو تاريخ وصول جيوش إبراهيم باشا إلى الشام حيث عيّن الأخير الأمير جواد الحرفوشي حاكماً على بعلبك من قبل المصريين.
استجار الأمير أمين الحرفوشي بالأمير بشير لإعادته إلى السلطة فلم يفعل له شيئاً، وحذروه أصحابه سوء العاقبة ففر هارباً من جديد فبعث إبراهيم باشا أربعمائة فارس من الهنادي لمطاردته. فتسقطوا أخباره، وأدركوه في (عين الوعول) قرب القريتين وكان بصحبته ولده قبلان وإثنا عشر فارساً.
فتنحى الأمير أمين مع الحريم. وكر قبلان بفرسانه على الهنادي فشتت شملهم ومزقهم شر ممزق. وغادروا لا يلوون شيء، غدت هذه الوقعة من أحاديث البطولات، تروى في مجالس السمر حيث يقال أنها كانت قرب جسر الدف بالقصير السورية حالياً، وأشار اليها السيد حسين الحسيني مرتضى بقوله:
ونجا الأمير أمين مع الحريم، وعاد قبلان إلى شعرة الدنادشة، فأودعهما عند آل دندش (زعماء وأغوات تلكلخ السورية حينذاك). وقصد مع ابنه الأمير قبلان بن أمين الحرفوشي إسطنبول وبقيا فيها حتى رحيل إبراهيم باشا واستصدر فرمانا من السلطان بعودته إلى إمارة بعلبك ولكنه مات في بيروت في طريق العودة قبل وصوله.

وكان في تلك الفترة الأمير خنجر الحرفوشي هو الحاكم في بعلبك (1840 – 1842) فذهب بعض الحرافشة إلى دمشق واستصدروا قرارا بتعيين حسين بن قبلان بن أمين الحرفوشي حاكما على بعلبك ولصغر سنه تم تعيين الأمير سعدون الحرفوشي وصيا عليه ولكن سعدون توفي عام 1843 م فاستولى الأمير حمد الحرفوشي على السلطة في تلك البلاد.

## قصيدة في مدحهِ للسيد محمد الحسيني
نشرت قصيدة السيد في مجلة العرفان:

## وفاته
توفي في بيروت عام 1257 هـ. 